# Guillem d'Arborea
Guillem d'Arborea (Guillem II de Narbona, també anomenat Guillem III de Narbona si es comptabilitza com a comte de Narbona Guillem, fill de Bernat de Septimània) fou net de Beatriu d'Arborea (germana de Leonor d'Arborea) i del vescomte Aimeric VI de Narbona.
A la mort del seu parent llunyà Marià V d'Arborea fou proclamat com a jutge d'Arborea en ser besnet de Marià IV. Estant absent el vescomte fou designat regent Lleonard Cubell. El 1407 el domini català sobre Sardenya s'havia vist reduït només a les ciutats de Càller, l'Alguer i Longosardo. Els catalans van enviar un fort exèrcit sota el comandament de Pere de Torrelles i amb la presència de l'hereu al tron Martí el Jove. El 1408 va arribar a l'illa Guillem. El 1409 una flota genovesa que portava ajuda als sards fou eliminada, i el 30 de juny del mateix any es va lliurar la batalla de Sanluri, decisiva entre els dos exèrcits: Els catalans van obtenir una victòria total. Però un imprevist va impedir als catalans culminar l'operació amb la conquesta de la vila d'Esglésies: la mort del jove príncep hereu Martí.
Guillem va passar a França i va deixar la regència a Lleonard Cubell. La pau es va signar el 29 de març de 1410 per la qual s'abolia el Jutjat d'Arborea, a canvi es crearen un parell de feus substitutoris que abraçaven la major part de l'antic jutjat: el marquesat d'Oristany i el comtat del Goceà que regiria Lleonard Cubell i després els seus fills.
Guillem va tornar de França amb el fill natural de Brancaleone Doria, Nicolau Dòria, i va intentar la revenja. Es va apoderar de Sàsser i va atacar Santa Teresa de Gallura (Longosardo) que finalment va ocupar. Va intentar llavors conquerir l'Alguer, però fou rebutjat. Desmoralitzat va pensar treure profit del feu que donava per irremeiablement perdut, i finalment va oferir la venda dels drets al rei Alfons el Magnànim per 100.000 florins, transacció realitzada el 1420. Des de llavors els catalans-aragonesos i successors van dominar l'illa.